# La Passante du Sans-Souci
La Passante du Sans-Souci és una pel·lícula francesa de Jacques Rouffio, estrenada el 1982, adaptada de novel·la del mateix títol de Joseph Kessel publicada el 1936.

## Argument
Durant una audiència per l'alliberament d'un pres polític suís, Max Baumstein, president d'una organització humanitària, comença a parlar en alemany amb el seu interlocutor, l'ambaixador del Paraguai, Federico Lego, li pregunta si realment és Ruppert von Legaart, li pregunta si se'n recorda d'Elsa i Michel Wiener, després treu una pistola del seu maletí i el mata fredament.
Detingut, explica a la seva dona Lina la seva vida a Alemanya sota el règim nazi, després, durant el seu judici, s'esmenten altres aspectes d'aquest període.
El 1933, la seva família va ser martiritzada pels nazis perquè era jueu. Un dia els SA li van trencar una cama i van assassinar el seu pare davant dels seus ulls. És acollit pels empresaris del seu pare, Michel i Elsa Wiener (de qui Lina és el doble). Davant les amenaces als jueus i als opositors al nazisme, Elsa marxa a París amb Max mentre Michel es queda enrere per liquidar els seus béns. Quan intenta marxar és detingut al tren, però poc abans de la seva detenció ordena a un passatger francès que lliuri un paquet de bitllets a Elsa a París. Aquest passatger, Maurice, representant d'una casa familiar de vins i xampany, compleix aquesta missió, després coneix Max i Elsa. Molt “neutre” al principi, a poc a poc va prenent consciència dels nazis amb qui fa negocis. De fet, va a Berlín per veure l'advocat de Michel. Però el van matar i la seva dona, aterrida, creu que Maurice era un agent provocador de la Gestapo.
L'Elsa s'assabenta que el seu marit ha estat condemnat a cinc anys en un camp de concentració. Per accelerar el seu alliberament, es lliura a un jove diplomàtic alemany, Ruppert von Legaart, que freqüenta habitualment el cabaret on treballa. Michel és de fet alliberat i arriba a París, però quan troba Elsa, tots dos són afusellats en presència de Ruppert von Legaart.
Max rep una condemna de 5 anys de presó suspesa. Mentre l'espera, la Lina és amenaçada a causa del "teu jueu" per dos individus. Mentre Max i Lina prenen cafè, una pancarta superposada indica a l'espectador que seran assassinats sis mesos després.

## Repartiment
- Romy Schneider : Elsa Wiener / Lina Baumstein
- Michel Piccoli : Max Baumstein als 60 anys, president de l'ONG Solidarité Internationale
- Wendelin Werner: Max als 12 anys, protegit per Elsa després de l'assassinat del seu pare pels nazis
- Gérard Klein: Maurice Bouillard, comerciant de xampany, enamorat d'Elsa
- Helmut Griem: Michel Wiener, marit d'Elsa, editor antinazi
- Mathieu Carrière: Ruppert von Legaart, agregat a l'ambaixada d'Alemanya (1934), aleshores ambaixador del Paraguai a París amb el nom de Federico Lego
- Dominique Labourier: Charlotte Maupas, amiga i companya entrenadora d'Elsa
- Jacques Martin: Marcel Turco, propietari del cabaret Le Rajah on treballen Elsa i Charlotte
- Véronique Silver: la presidenta de la cort
- Pierre Michael: Mestre Jouffroy
- Martine de Breteuil: la professora de la Philharmonie des Sanssouci
- Jacques Nolot: el propietari del bistrot Sans-Souci que vol donar la mà a Max Baumstein
- Jean Reno: l'home que va agredir verbalment la Lina en sortir del tribunal
- Maria Schell: Anna Hellwig, presentant l'urna funerària del seu marit a Maurici
- Marcel Bozonnet: Charles Mercier
- Christiane Cohendy: Hélène Nolin
- Pierre Pernet: ?
- Alain MacMoy: l'advocat del judici de Max Baumstein

## Producció

### Guió
La Passante du Sans-Souci és l'última pel·lícula de Romy Schneider. És un projecte que va iniciar després de llegir la novel·la La Passante du Sans-Souci de Joseph Kessel. A la vigília del rodatge, que ja s'havia ajornat tres mesos després d'una lesió al peu, l'actriu va ser sotmesa a una greu operació, l'extirpació d'un ronyó: les companyies d'assegurances es van negar a cobrir els riscos de la seva desaparició durant el rodatge.
Als crèdits d'aquesta darrera pel·lícula, una menció la dedica: A David i al seu pare... (el seu fill David i el seu exmarit Harry Meyen, ell mateix un antic jueu alemany deportat, tots dos van morir abans de 1982).

### Càsting
L'intèrpret del personatge de Max als 12 anys, Wendelin Werner, es va convertir en una gran matemàtica, guanyadora el 2006 de la medalla Fields en matemàtiques, l'equivalent al Premi Nobel.
Jacques Martin va imitar successivament a l'escenari del seu cabaret Léon Blum, Benito Mussolini, Adolf Hitler i Maurice Chevalier, després va presenta Elsa Wiener a l'escenari presentant-la com el "rossinyol vienès".
Jean Reno apareix al final de la pel·lícula quan, després del veredicte a favor de Max Baumstein, Lina és desafiada per dos petits lladregots: un l'escupi a sobre, després l'altre - Jean Reno - li avisa: No t'ho emportaràs al cel!, la seva única línia.

### Rodatge
El cafè Sans-Souci, situada a Pigalle a la novel·la de Joseph Kessel, es troba a la pel·lícula al 15è districte, prop de l'estació de metro Balard, al sud-oest de París, d'aquí una incoherència quan Elsa, donant la benvinguda al seu marit a l'estació de l'Est, li diu que el cafè "no està lluny".
Algunes escenes es van rodar al restaurant parisenc Bouillon Chartier, altres a Bèusoleu, així com a Berlín.

## Reconeixements
- César 1983:[3]
  - César al millor so per William-Robert Sivel
  - nominació al César a la millor actriu per Romy Schneider
  - nominació al César al millor actor secundari per Gérard Klein
  - nominació al César a la millor música original per Georges Delerue